# Oreocarya interrupta
Oreocarya interrupta är en strävbladig växtart som beskrevs av Edward Lee Greene. Oreocarya interrupta ingår i släktet Oreocarya och familjen strävbladiga växter. Inga underarter finns listade i Catalogue of Life.